# Médaille Elizabeth-Blackwell
La médaille Elizabeth Blackwell est décernée chaque année par l'American Medical Women's Association (en). La médaille est nommée en l'honneur d'Elizabeth Blackwell, première femme à recevoir un diplôme de médecine aux États-Unis et pionnière dans la promotion de l'éducation des femmes en médecine. Créée par Elise S. L'Esperance en 1949, 100 ans après que Blackwell a obtenu son diplôme de médecine, la médaille est décernée à une femme médecin "qui a apporté la plus grande contribution à la cause des femmes dans le domaine de la médecine." Avant 1993, la médaille n'était décernée qu'aux membres de l'AMWA

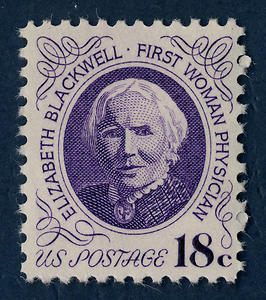
Timbre d'Elizabeth Blackwell

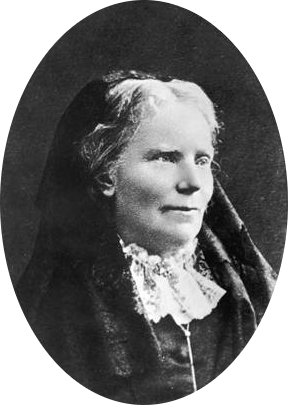
Elizabeth Blackwell

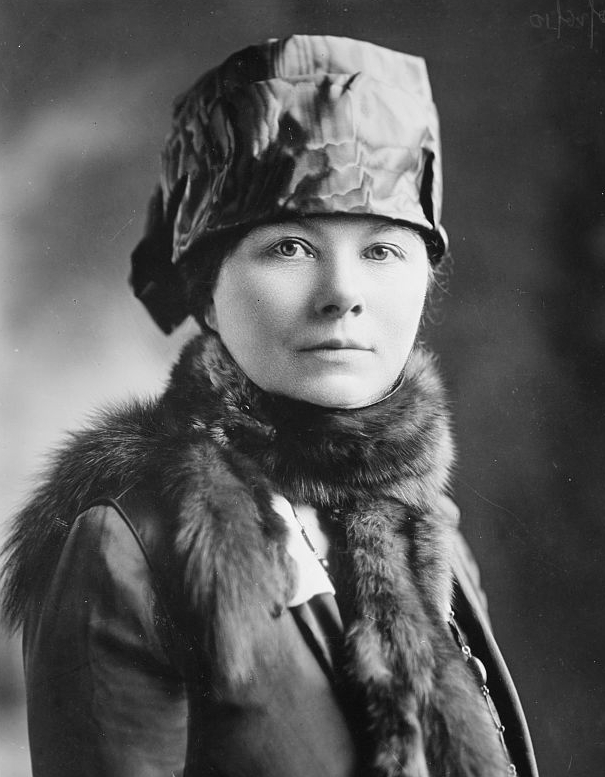
Esther Pohl Lovejoy a reçu le prix en 1951 et en 1957.

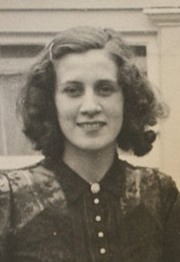
La Dre Tina Strobos a été co-récipiendaire du prix en 1998.

## Récipiendaires
Source: AMWA
| Année | Récipiendaire                            |
| ----- | ---------------------------------------- |
| 1949  | Mary Riggs Noble                         |
| 1950  | Bertha Van Hoosen et Ruth Morris Bakwin  |
| 1951  | Esther Pohl Lovejoy                      |
| 1952  | Catharine Macfarlane                     |
| 1953  | Elizabeth Bass                           |
| 1954  | Mabel E. Gardner                         |
| 1955  | Elise S. L'Esperance                     |
| 1956  | Evangeline S. Stenhouse                  |
| 1957  | Esther Pohl Lovejoy                      |
| 1958  | Ada Chree Reid                           |
| 1959  | Helen F. Schrack                         |
| 1960  | Nelle Sparks Noble                       |
| 1961  | Elizabeth Kittredge                      |
| 1962  | Judith Emmelia Ahlem                     |
| 1963  | Elizabeth S. Waugh                       |
| 1964  | Helena T. Ratterman                      |
| 1965  | Camille Mermod                           |
| 1966  | Esther C. Marting                        |
| 1967  | Amey Chappell                            |
| 1968  | Margaret J. Schneider                    |
| 1969  | Katharine W. Wright                      |
| 1970  | Rosa Lee Nemir                           |
| 1971  | Frieda Bauman                            |
| 1972  | Alma Dea Morani                          |
| 1973  | Alice Drew Chenoweth                     |
| 1974  | Laura E. Morrow                          |
| 1975  | Ruth Hartgraves                          |
| 1976  | Claire F. Ryder                          |
| 1977  | Eva P. Dodge and Edith P. Brown          |
| 1978  | Minerva S. Buerk                         |
| 1979  | Bernice C. Sachs                         |
| 1980  | Ann P.D. Manton                          |
| 1981  | Mathilda R. Vaschak                      |
| 1982  | Helen B. Taussig                         |
| 1983  | Clara Raven                              |
| 1984  | Charlotte H. Kerr and Helen M. Caldicott |
| 1985  | Carol C. Nadelson                        |
| 1986  | Luella Klein                             |
| 1987  | A. Lois Scully                           |
| 1988  | Claudine M. Gay                          |
| 1989  | Helen Octavia Dickens                    |
| 1990  | Lila A. Wallis                           |
| 1991  | Anne L. Barlow                           |
| 1992  | Roselyn P. Epps and Jane E. Hodgson      |
| 1993  | Yoshiye Togasaki                         |
| 1994  | Anne H. Flitcraft                        |
| 1995  | Vivian W. Pinn                           |
| 1996  | Elizabeth W. Karlin                      |
| 1997  | LeClair Bissell                          |
| 1998  | Leah J. Dickstein and Tina Strobos       |
| 1999  | Lila Stein Kroser                        |
| 2000  | Nanette Kass Wenger and Jeanne Spurlock  |
| 2001  | No Annual Meeting, no selection          |
| 2002  | Olga Jonasson                            |
| 2003  | Joanne Lynn                              |
| 2004  | Mary Jane England                        |
| 2005  | Sarah S. Donaldson                       |
| 2006  | Patricia Joy Numann                      |
| 2007  | Debra R. Judelson                        |
| 2008  | Elinor Christiansen                      |
| 2009  | Nancy Nielson                            |
| 2010  | Linda Clever                             |
| 2011  | Valerie Montgomery Rice                  |
| 2012  | Luanne Thorndyke                         |
| 2013  | Kimberly Templeton                       |
| 2014  | Mary Guinan                              |
| 2015  | Mae Jemison                              |
| 2016  | Padmini Murthy                           |
| 2017  | Marjorie Runyon Jenkins                  |
| 2018  | Michele Barry                            |
| 2019  | Alma Littles                             |
| 2020  | Darilyn Moyer                            |
| 2021  | Susan Thompson Hingle                    |